# Damien Thévenot
Pour les articles homonymes, voir Thévenot.
Damien Thévenot, né le 22 décembre 1972 à Chaumont (Haute-Marne), est un journaliste et animateur de télévision et de radio français.

## Biographie
Damien Thévenot est diplômé de l'Institut d'études politiques de Strasbourg (Sciences Po Strasbourg), section Économie-Finance, en 1993[réf. nécessaire].
En 1994, il obtient un DEA d'Institutions politiques et monétaires et intégration économique en Europe[réf. nécessaire] et en 1996 une maîtrise de sciences et techniques du journalisme, spécialisation « Télévision », au Centre universitaire d'enseignement du journalisme (CUEJ) de Strasbourg.

### France Télévisions
Après ses études, il entre à la rédaction de France 2, d'abord en tant que journaliste pour les journaux de la station (1997-1998) puis intègre en septembre 1998 les matinales de la chaîne publique, Télématin (depuis le 9 juillet 1999) et C'est au programme.
Depuis 1999, Damien participe régulièrement au Téléthon en France sur France Télévisions, tantôt animateur dans les villes centres-de-promesses, tantôt sur le plateau principal.
En décembre 2000, il a animé deux émissions parrainées par Michel Drucker et diffusées à 20 h 50 sur France 3, intitulées Les Rendez-vous du dimanche soir. Il s'agissait de revenir sur les 40 ans de télévision de l'animateur.
Durant l'été 2007, il devient l'un des chroniqueurs récurrents du jeu Pourquoi les manchots n'ont-ils pas froid aux pieds ?, diffusé en fin d'après-midi sur France 2 et présenté par Stéphane Bern.
Entre septembre 2009 et juin 2011, il fait partie des invités réguliers du jeu En toutes lettres, présenté par Julien Courbet, sur France 2. Depuis 2011, on le retrouve fréquemment dans le jeu Mot de passe, présenté par Patrick Sabatier et diffusé sur France 2 à 19 h. Son rôle consiste à aider les candidats à décrocher la cagnotte de 20 000 euros en essayant de deviner, ou faire deviner, des mots de la langue française. Entre septembre 2011 et mars 2013, Damien Thévenot est le spécialiste « Langue française » du jeu Seriez-vous un bon expert ? diffusé sur France 2 à 17 h 5 et animé par  Julien Courbet.
Le 6 et 7 juillet 2012, il est l'un des présentateurs à Villefranche-de-Rouergue avec Julien Courbet, Frédéric Lopez, Laurence Boccolini et Cyril Féraud de la grande soirée Tout le monde chante contre le cancer diffusée le 18 juillet 2012 sur France 2.
Le 6 et 7 décembre 2013, il co-anime une émission pour le Téléthon, sur France 2 et France 3, en compagnie de Bruno Guillon.
Depuis 2007, Damien Thévenot anime trois rubriques dans l'émission Télématin sur France 2, présentée par William Leymergie. La rubrique « Librairie » le mardi et les rubriques « Musées » et « Portrait » le samedi. En parallèle, il est le chroniqueur  culture au quotidien de l'émission C'est au programme, présentée par Sophie Davant du lundi au vendredi à 9 h 50 sur France 2. Depuis septembre 2010, il est le remplaçant de Sophie Davant à la présentation du magazine pendant les vacances de l'animatrice.
Depuis l'été 2014, il fait partie des « maîtres mots » de l'émission Pyramide sur France 2. Entre le 14 février 2015 et l'été 2016, il a animé le jeu, Un mot peut en cacher un autre.
Depuis avril 2017, il participe au jeu Tout le monde a son mot à dire, comme célébrité aidant les candidats.
Le 17 octobre 2017, il présente Télématin en direct en l'absence du présentateur Laurent Bignolas . L'audience s'élève à 29,8 % de parts de marché, soit une moyenne de 1,02 million de téléspectateurs.
Le 25 juin 2021, il échange sa place avec Laurence Boccolini dans le jeu Mot de passe. Il présente donc une manche tandis qu’elle prend sa place de candidat[pertinence contestée]. 
À partir d'août 2021, il présente Télématin en duo avec Maya Lauqué du vendredi au dimanche, à la suite de l'éviction de Laurent Bignolas. La présentation du lundi au jeudi est assurée par Julia Vignali, puis Marie Portolano, et Thomas Sotto, puis Flavie Flament et Julien Arnaud.

### Radio
En 2000 et 2001, il intègre l'équipe de chroniqueurs de Laurent Ruquier dans l'émission On va se gêner sur Europe 1. En 2005 et 2006, il devient l'un des chroniqueurs de l'émission radiophonique Le Fou du roi présentée par Stéphane Bern sur France Inter. Entre 2005 et 2007, il livre à chaud sur France Info ses impressions sur les pièces de théâtre qu'il vient de voir dans la chronique Sortie de scène diffusée entre 22 h 30 et 23 h.

### Participations à d'autres émissions
En décembre 2007, Damien Thévenot interprète le rôle du cousin Aldebert dans le téléfilm Trois contes merveilleux, diffusé sur France 2, produit par Olivier Minne et réalisé par Hélène Guétary.
Il a participé à quatre reprises au jeu Fort Boyard diffusé sur France 2 : le 14 juillet 2001 (avec William Leymergie, Sophie Davant, Vincent Ferniot et Brahim Asloum), le 29 décembre 2012 pour une émission spéciale Nouvel An (avec Frédérick Bousquet, Cyril Féraud, Anne-Gaëlle Riccio, Alexandre Devoise et Jasmine Roy), le 4 juillet 2015 (avec Aymeric Caron, Gérard Vives, Carinne Teyssandier, Laurent Maistret et Hélène Gateau), et le 22 juillet 2023.
Le 18 juin 2011, il anime la soirée évènementielle en l'honneur des 80 ans de Michou sur la scène du théâtre Le Trianon. Le 19 juin 2012, il anime la remise de prix des FiFi Awards depuis la salle Wagram à Paris à l'occasion des vingt ans de The Fragrance Foundation France.
Il participe à Toute la télé chante pour sidaction en 2014 en interprétant en duo avec Sheila la chanson Bang Bang. Il y participe de nouveau en 2015 où il chante Il jouait du piano debout de France Gall, en trio avec Hélène Ségara et Thierry Beccaro.
En novembre 2015, il participe également à la pièce L'Hôtel du libre échange de Georges Feydeau, avec une trentaine d'autres animateurs de France 2, à l'initiative d'Olivier Minne. Il y interprète Maxime, un jeune étudiant, neveu de Paillardin, personnage interprété par Bruno Guillon.